# بازآرایی گابریل–کولمان
بازآرایی گابریل–کولمان (به انگلیسی: Gabriel–Colman rearrangement) یک واکنش شیمیایی از نوع بازآرایی بین ساخارین یا فتالیمیدو استر و یک باز قوی مانند آلکوکسیدها است که منجر به تشکیل یک ترکیب استخلافی از ایزوکوئینولین می‌شود.